# Gilbert Roland

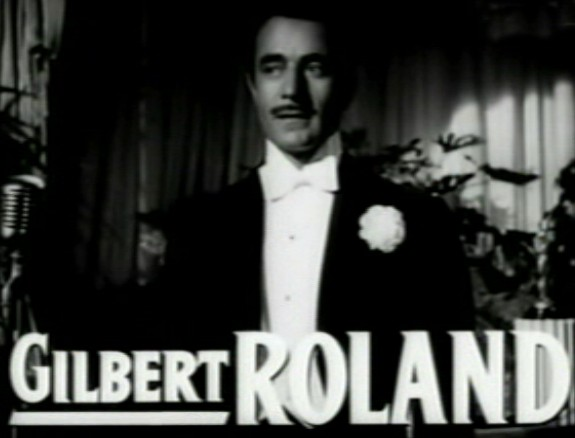
Gilbert Roland in de trailer van de film The Bad and the Beautiful (1952).

Gilbert Roland (Ciudad Juárez, 11 december 1905 – Beverly Hills, 15 mei 1994) was een Mexicaans acteur.
Hij werd geboren als Luis Antonio Damaso de Alonso in Ciudad Juárez. Toen zijn familie verhuisde naar de Verenigde Staten kreeg hij interesse om te acteren. Hij koos zijn acteursnaam door samenvoeging van de namen van zijn favoriete acteurs, John Gilbert en Ruth Roland. Hij werd vaak gecast als 'latin lover'.
Zijn eerste rol speelde hij in 1925 in The Plastic Age met Clara Bow. In de jaren 40 kwam zijn carrière echt van de grond met rollen in The Sea Hawk (1940) en We Were Strangers (1949). Zijn laatste film was de western Barbarosa in 1982.
Hij was getrouwd met actrice Constance Bennett van 1941 tot 1946. Zijn tweede huwelijk uit 1954, met Guillermina Cantu, hield stand tot zijn dood veertig jaar later.